# Cal Gallissà
Cal Gallissà és una casa del municipi de Riudoms (Baix Camp) protegida com a bé cultural d'interès local.

## Descripció
Edifici refet amb materials antics reaprofitats de la casa que hi havia anteriorment al mateix lloc. La reconstrucció va ser duta a terme per l'arquitecte Francesc Adell Ferré. L'element més destacable són les finestres de tipus gòtic, del segle xvi o del segle xvii. Originàriament, la finestra de la cantonada estava ubicada damunt de la porta principal. El mirador de la planta noble es va formar amb les dues portes que donaven accés al pati, i a un cafè que hi havia hagut a la planta baixa. A les llindes hi ha decoracions amb escuts que porten ferradures de cavall.

## Història
Fou la casa pairal dels Germans Nebot, militars austriacistes durant la Guerra de Successió.
A finals del segle xix es convertí en un cafè, al qual s'hi entrava per la Raval de Sant Francesc, i més tard s'hi posà un cinema, que restaren oberts fins als anys 60 del segle xx.
L'edifici fou reconstruït als anys 50, aprofitant elements arquitectònics de l'antiga casa.
Durant la Diada de l'11 de setembre, es duen a terme actes d'homenatge a les portes de la Casa.